# Millettia oraria
Millettia oraria är en ärtväxtart som beskrevs av Stephen Troyte Dunn. Millettia oraria ingår i släktet Millettia och familjen ärtväxter. Inga underarter finns listade i Catalogue of Life.